# Wadworth Hall
Wadworth Hall est un manoir classé grade I, situé dans le village de Wadworth (près de Doncaster), en Angleterre. Il est construit en 1749 pour la famille Wordsworth par le célèbre architecte du Nord James Paine (architecte). C'est actuellement une résidence privée et ce depuis 1995. La maison, cependant, a servi à plusieurs fins au cours des 250 dernières années.
Le bâtiment est construit en pierre de taille calcaire magnésienne avec un toit en ardoise Westmorland. Le bloc principal est de 3 par 4 baies sur deux étages avec des greniers avec une aile de service plus tard attachée .

## Histoire
Le nom de Wordsworth apparait au XIe siècle après une vague de migration provoquée par la conquête normande de la Grande-Bretagne en 1066. La famille Wordsworth vit dans le Yorkshire à 'Wadsuuorde' ou Wadsworth. La langue anglaise n'a été standardisée qu'au cours des derniers siècles et les noms étaient fréquemment mal orthographiés sur les documents officiels en raison de l'analphabétisme, ce qui explique peut-être pourquoi le manoir et son village environnant s'appellent Wadworth (une variante de Wordsworth).
Trouvée pour la première fois dans le Yorkshire, la famille était installée à Wadsworth, enregistrée dans le Domesday Book en 1086 comme « terre du roi », une lande avec deux églises et des maisons dispersées. On dit qu'un bâtiment isolé dans le village est le cadre du célèbre roman d'Emily Brontë, Wuthering Heights. Le village est concédé par le roi Guillaume à Roger de Bully (considéré comme l'ancêtre des Wadsworth) à la suite de la conquête normande de l'Angleterre.
Le domaine est ensuite transmis à la famille Ross au XIXe siècle avec James Clark Ross.
Après son utilisation comme maison familiale, il est vendu au Conseil du comté de West Riding en 1957 et est transformé en maison de retraite avant d'être ensuite vendu à un cabinet d'architectes, qui le transforme en bureaux. Au milieu des années 1990, les architectes réduisent leurs effectifs et Andrew Cusack installe son entreprise informatique sur une partie du rez-de-chaussée du manoir. Un an plus tard, l'opportunité s'est présentée pour Cusack d'acheter la maison.